# Joanna Pacuła
Joanna Pacuła, nota anche con il nome nella forma anglicizzata di Johanna Pàcula (IPA: [jɔˈanːa paˈt͡suwa]; Tomaszów Lubelski, 30 dicembre 1957), è un'attrice polacca naturalizzata statunitense.

## Biografia
Nata a Tomaszów Lubelski, in Polonia, da madre farmacista e padre ingegnere, si diplomò nel 1979 presso l'Accademia teatrale Aleksander Zelwerowicz di Varsavia. Mentre era in vacanza a Parigi nel 1981, nel suo Paese fu proclamata la legge marziale e decise di non farvi ritorno; dopo qualche mese in cui viaggiò attraverso l'Europa decise di tentare la fortuna artistica negli Stati Uniti. A New York fu derubata di soldi e documenti e, impossibilitata a ottenere in tempi brevi un passaporto nuovo alla propria ambasciata, fu costretta a farsi ospitare da un'amica e a imparare l'inglese da giornali e televisione (all'epoca parlava soltanto polacco e russo).
Iniziò a guadagnare i primi compensi come modella per servizi fotografici di cosmetici, poi iniziò una carriera come interprete di ruoli di tipica ragazza est-europea: fu proprio per uno di essi che nel 1983 fu segnalata dal connazionale Roman Polański a Michael Apted, che necessitava di una giovane donna per un film ambientato in Unione Sovietica, Gorky Park, uscito nel 1983 e che costituì il debutto cinematografico oltreoceano di Joanna Pacuła; sulla scia della notorietà ottenuta con tale film, il regista Lewis Gilbert la volle per il suo Not Quite Jerusalem che uscì nel 1986. Recitò inoltre in Programmato per uccidere (1990), nel thriller erotico italiano La villa del venerdì (1991), nel film Tombstone (1993), nella commedia Il silenzio dei prosciutti, diretta da Ezio Greggio (1994), nel film Virus (1999), in Warriors Angels (2002) e anche in The Cutter - Il trafficante di diamanti (2005).

## Filmografia

### Cinema
- Colori mimetici (Barwy ochronne), regia di Krzysztof Zanussi (1977)
- L'ultima notte d'amore (Ultima noapte de dragoste), regia di Sergiu Nicolaescu (1980)
- Gorky Park, regia di Michael Apted (1983)
- Not Quite Jerusalem, regia di Lewis Gilbert (1986)
- Il sergente di fuoco (Death Befor Dishonor), regia di Terry Leonard (1987)
- Il bacio del terrore (The Kiss), regia di Pen Deshman (1988)
- Dolci bugie (Sweet Lies), regia di Nathalie Delon (1988)
- Options - contratti, regia di Camilo Vila (1989)
- Programmato per uccidere (Marked for Death), regia di Dwight H. Little (1990)
- La villa del venerdì, regia di Mauro Bolognini (1992)
- Body Puzzle, regia di Lamberto Bava (1992)
- Eyes of the Beholder, regia di Lawrence L. Simeone (1992)
- Black Ice, regia di Neill Fearnley (1992)
- Tombstone, regia di George P. Cosmatos (1993)
- Warlock - L'angelo dell'apocalisse (Warlock: The Armageddon), regia di Anthony Hickox (1993)
- Il silenzio dei prosciutti (The Silence of the Hams), regia di Ezio Greggio (1994)
- Every breath, regia di Steve Bing (1994)
- C'è Kim Novak al telefono, regia di Riki Roseo (1995)
- Timemaster, regia di James Glickenhaus (1995)
- Last Gasp, regia di Scott McGinnis (1995)
- The Bomber Boys - Un'avventura esplosiva! (Captain Nuke and the Bomber Boys), regia di Charles Gale (1995)
- Virus, regia di John Bruno (1999)
- Crash and Byrnes, regia di John Hess (2000)
- Il colpo - The Hit, regia di Vincent Monton (2001)
- Warriors Angels - Lame scintillanti (Warrior Angels), regia di Bron W. Thompson (2002)
- Incubo d'amore (Cupid's Prey), regia di Dale G. Bradley (2003)
- Dinocroc, regia di Kevin O'Neill (2004)
- El Padrino, regia di Damian Chapa (2004)
- The Cutter - Il trafficante di diamanti (The Cutter), regia di William Tannen (2005)
- Forget About It, regia di B.J. Davis (2006)
- Chicano Blood, regia di Damian Chapa (2007)
- Shannon's Rainbox, regia di Frank E. Johnson (2008)
- Black Widow, regia di Mark Roemmich (2011)

### Televisione
- Fuga da Sobibor (Escape from Sobibor), regia di Jack Gold – film TV (1987)
- Oltre il ricordo (Breaking Point), regia di Peter Markle – film TV (1989)
- The Good Policeman, regia di Peter Werner – film TV (1991)
- Battito finale (Condition: Critical), regia di Jerrold Freedman – film TV (1992)
- Gli immortali (Deep Red), regia di Craig R. Baxley – film TV (1993)
- Not like Us, regia di Dave Pain – film TV (1995)
- American decadence (Business for pleasure), regia di Rafael Eisenman – film TV (1997)
- Catastrofe dal cielo (Lightning: Bolts of Destruction), regia di Brenton Spencer – film TV (2003)
- Detective Monk (Monk) – serie TV, episodio 7x06 (2008)
- Chi vuole mia figlia? (Stolen Child), regia di Michael Feifer – film TV (2012)
- Bones – serie TV, episodio 9x19 (2014)

## Doppiatrici italiane
Nelle versioni in italiano delle opere in cui ha recitato, Joanna Pacuła è stata doppiata da:
- Isabella Pasanisi in Tombstone, Virus
- Daniela Caroli in Gorky Park
- Susanna Javicoli in Programmato per uccidere
- Liliana Sorrentino in La villa del venerdì
- Serena Spaziani in Body Puzzle
- Alessandra Korompay in Warlock - L'angelo dell'apocalisse
- Rossella Izzo ne Il silenzio dei prosciutti
- Irene Di Valmo in Detective Monk